# Talento (album)
Talento è il terzo album in studio del cantante italiano Briga, pubblicato il 7 ottobre 2016 dalla Honiro Label con distribuzione Sony Music.

## Tracce
1. Come un tuono – 3:54
2. Baciami (hasta luego) – 3:26
3. Non chiederlo a me (feat. Gemitaiz) – 3:14
4. Diazepam – 3:33
5. Mentre nasce l'aurora – 4:00
6. Ti viene facile – 3:45
7. Bambi – 3:04
8. Rimani qui (feat. Lorenzo Fragola) – 3:59
9. Eo-Eo (feat. Sercho) – 4:04
10. Intorno a te – 3:53
11. Nudo (feat. Gianluca Grignani) – 3:59
12. Mily – 2:27
13. Abbi cura di me (feat. Alessio Bernabei) – 4:01

Tracce bonus nell'edizione deluxe
1. Fuoco amico (feat. Mostro & Clementino) – 3:41
2. A due cieli da me (feat. Gemello) – 4:15
3. Per adesso sono inverno – 3:53
4. Baciami RMX (feat. Emix & D-Lewis) – 6:18

## Classifiche
| Classifica (2016) | Posizione massima |
| ----------------- | ----------------- |
| Italia            | 4                 |